# Евроконтейнер
Евроконтейнер или KLT (от на немски: Kleinladungsträger, „носач за малки товари“) е вид модулен контейнер, проектиран с оглед постигане на максимален използваем обем и компактно подреждане върху стандартен дървен или пластмасов европалет с размери 1200 x 800 mm и 800 x 600 mm.
KLT бокс отговаря на стандарт VDA 4500. Стандартът е създаден от Verband der Automobilindustrie (VDA, организация на немските производители на автомобили) специално за автомобилната промишленост, но постепенно е възприет и от много други производители и доставчици. Най-често използваните размери са 600 × 400 mm и 400 × 300 mm.

## Размери
| Номинален (mm) | Действителен (mm) | Вътрешен (mm) |
| -------------- | ----------------- | ------------- |
| 300×200        | 297×198           | 243×162       |
| 400×300        | 396×297           | 346×265       |
| 600×400        | 594×396           | 544×364       |
| 800×600        | 800×600           | 752×552       |

## Използване в други области
За месарската индустрия за използване са определени по аналогичен начин червени или съответно жълти контейнери. Най-разпространени са червените контейнери с основа 600 × 400 mm и полезна височина от 110 mm, или съответно 185 mm.
За хлебарски изделия, като например хлебчета, се използват мрежести контейнери, които имат основа 600 × 400 mm и полезна височина 120 до 410 mm.